# 호소카와 다다오키
호소카와 다다오키(일본어: 細川忠興, 에이로쿠 6년 음력 11월 13일(1563년 11월 28일) ~ 쇼호 2년 음력 12월 2일(1646년 1월 18일))는 센고쿠 시대부터 에도 시대 초기를 거친, 무장, 다이묘이다. 단고국 미야즈 성주를 거쳤으며 부젠 고쿠라번의 초대 번주였다. 또, 부친 호소카와 유사이 만큼이나 교양인으로도 유명하며, 센노 리큐의 일곱 제자 중 한 명으로 꼽힌다. 다도의 유파인 산사이류(三斎流)의 개조(開祖)이다.
양부(養父)는 오슈 호소카와가(奥州細川家)의 호소카와 데루쓰네(細川輝経)이며, 정실은 아케치 미쓰히데의 딸 다마코(일반적으로 호소카와 가라샤로 알려져 있다). 통칭은 요이치로(与一郎)이다. 다다오키(忠興)의 '다다(忠)'는 오다 노부나가의 적자 오다 노부타다(織田信忠)의 이름 글자 중 하나인 '다다'(忠)를 물려받은 것이다. 쇼군인 아시카가 요시아키가 오다 노부나가에게 추방 당한 후에는 나가오카씨(長岡氏)를 칭하였으며, 그 후 도요토미 히데요시에게 하시바씨를 하사받아 하시바씨를 칭하기도 하였지만, 오사카 전투 이후에는 호소카와씨로 복성하였다.
아시카가 요시아키, 오다 노부나가, 도요토미 히데요시, 도쿠가와 이에야스 등 당대의 실력자를 섬기며 현대까지 이어지는 히고 호소카와가(肥後細川家)의 기초를 다진 인물이다.

## 생애

### 소년기
에이로쿠 6년(1563년) 11월 13일(양력 11월 28일), 쇼군 아시카가 요시테루를 섬기던 호소카와 후지타카의 장남으로 교토에서 태어났다. 요시테루의 명령에 따라 일족인 오슈 호소카와가의 당주 호소카와 데루쓰네의 양자가 되지만, 어디까지나 족보상으로만 양자가 되었을 뿐 그 뒤로도 친부 유사이와 함께하며 유사이의 영지를 계승하였다.
쇼군 요시테루가 암살 당한 에이로쿠의 변 이후, 부친 후지타카와 훗날 다다오키의 장인이 되는 아케치 미쓰히데 등은 오와리국, 미노국의 다이묘인 오다 노부나가의 힘을 빌려 요시테루의 동생인 요시아키를 쇼군으로 옹립하였지만, 나중에 노부나가와 요시아키가 대립하자 다다오키 부자는 노부나가를 섬기게 되었다. 다다오키는 노부나가의 적자인 노부타다를 섬겼다.

### 오다 노부나가시대
덴쇼 5년(1577년), 15살이 되던 해 기슈 정벌에 참가하였는데 이때가 다다오키의 첫 출진이다. 또 노부나가를 배반한 마쓰나가 히사히데의 무장인 모리 히데미쓰(森秀光)가 농성하고 있던 야마토국 가타오카 성(片岡城)을 부친 후지타카와 부친의 동료 아케치 미쓰히데와 함께 가타오카 성을 함락시키자, 노부나가는 다다오키가 이때 세운 무공을 지극히 칭찬하며 친필로 쓴 표창장을 주었다. 덴쇼 7년(1579)에는 노부나가의 명령에 따라 부친 후지타카, 미쓰히데와 같이 단고국의 슈고(守護)였던 타케베야마 성(建部山城) 성주 잇시키 요시미치(一色義道)를 공격하여 멸망시켰다.
같은 해 노부나가의 중매로 미쓰히데의 셋째 딸인 다마코와 결혼했다. 이때 노부나가의 명령에 따라 ‘구요’(九曜)의 문장이 호소카와 가문의 문장이 되었다. 예전 노부나가의 소도(小刀)에 새겨진 구요를 본 다다오키가 마음에 들어하며 자신의 옷에다 구요를 새기고 다닐 정도였던 것을 기억하고 있었기 때문이라고 한다.
덴쇼 8년(1580년), 부친 후지타카는 그때까지의 공적으로 인해 단고국의 남반부 12만석의 영주가 되었다(북반부는 잇시키 요시사다(一色 義定)가 지배).
덴쇼 9년(1181년) 행해진 교토 마상열병식(京都御馬揃え)에 잇시키 요시사다와 함께 참가. 열병식 때 노부나가가 입은 의상은 다다오키가 교토에서 직접 구하여 노부나가에게 헌상한 것이라고 한다(信長公記).

### 혼노지의 변이후
덴쇼 10년 (1582년) 6월, 장인 아케치 미쓰히데가 혼노지의 변을 일으키고는 후지타카, 다다오키 부자를 자기 편으로 끌어들이려 하였으나 호소카와 부자는 그 요청을 물리치고, 다마코를 단고노(三戸野), 미토노(味土野)에 유폐시켰다. 미쓰히데의 멸망은 호소카와 부자의 협력을 얻지 못했기 때문이라는 말이 있을 정도이다. 다다오키는 이때 부친에게서 영지를 물려받아 단고 미야즈성주가 되었다.
그 후 다다오키는 일본 통일을 목표로 하는 도요토비 히데요시의 휘하에 들어갔다. 덴쇼 12년(1584년)의 고마키·나가쿠테 전투에 참가하였고, 다음 해인 덴쇼 13년(1585년)에는 종4위하(従四位下), 지주(侍従)에 임명되어 히데요시에게 하시바 성을 받았다 (오사카 여름의 진 종료시까지 하시바 성을 씀). 그 뒤로도 덴쇼 15년(1587년)의 규슈 정벌, 덴쇼 18년(1590년)의 오다와라 정벌(小田原征伐), 분로쿠 원년(1592년)에는 조선 정벌에 가담하였으나 제1차 진주성 전투에서 대패하였다.
게이초(慶長) 3년(1598년) 8월에 히데요시가 죽자, 무공파 다이묘의 한 사람으로서 사료파의 이시다 미쓰나리와 대립하며 도쿠가와 이에야스와 가까워졌다. 게이초 4년(1599년)에는 가토 기요마사, 후쿠시마 마사노리, 가토 요시아키, 아사노 요시나가, 이케다 데루마사, 구로다 나가마사 등과 함께 미쓰나리 습격에 참가하였다. 같은 해 이에야스로부터 분고국 기쓰키(杵築) 6만석이 더해졌다.

### 임진왜란
호소카와 다다오키는 임진왜란에 참전해 싸우지만 진주대첩에서 목사 김시민이 이끄는 조선군에 대패하고, 후에 이순신에게도 대패한다.

### 도요토미 히데쓰구 사건
본디 도요토미 히데요시는 호소카와 다다오키에게 도쿠가와 이에야스를 감시하도록 했다. 하지만 호소카와 다다오키는 도요토미 히데쓰구의 사건에 연루되어 도요토미 히데요시에게 할복을 명 받았으나 이를 도쿠가와 이에야스가 구명해서 할복은 취소되고 목숨을 건졌다. 이로인해 호소카와 다다오키는 도쿠가와 이에야스의 편에 서게 되었다.

### 세키가하라 전투
게이초 5년(1600년)의 세키가하라 전투에서는 동군의 편에 섰다. 이 당시 다다오키는 히데요시에게서 은혜를 입은 유력 다이묘인 데다 부친과 정실이 교토에 있었기 때문에 다다오키의 거취가 주목되었으나, 동군이 되는 것을 재빨리 표명하였기에, 히데요시에게 은혜를 입은 다른 유력 다이묘들에게도 영향을 끼쳤다고 한다. 후시미(伏見)에 있던 아내 가라샤는 이시다 미쓰나리가 자신을 인질로 잡으려고 저택을 포위하자 인질이 되는 것을 피하기 위하여 자살하였다. 또한 부친 유사이는 다다오키를 대신하여 본거지 단고노 다나베 성(田辺城)을 지키고 있던 중 서군에게 포위당해 성은 함락 일보직전이었다. 그러나 조정의 칙명으로 인해 세키가하라 전투가 시작되기 전에 성을 적장인 마에다 시게카쓰(前田茂勝, 봉행 마에다 겐이의 아들)에게 넘겨주고 시게카쓰의 포로가 되었다.
다다오키는 9월 15일의 세키가하라 결전에서 이시다 미쓰나리 부대와 격전을 벌인 공적으로 전쟁이 끝난 후인 게이초 7년(1602년), 이에야스로부터 부젠국 나카쓰번(中津藩)으로 이봉(移封)됨과 동시에 39만 9천 석으로 가증(加增)되었다. 조금 뒤 고쿠라(小倉)로 이봉되어 고쿠라성(小倉城)을 쌓았다.

### 에도 시대
게이쵸 19년(1614년)에 벌어진 오사카 전투에서는 도쿠가와 측으로 참전하였다. 단 앞서 행해진 오사카 겨울의 전투에는 참전하지 않았다. 겐나6년(1620년), 셋째 아들인 다다토시(忠利)에게 가장의 자리를 물려주고 은거하였다.
간에이 9년(1632년), 다다토시가 히고국 구마모토번 54만석의 영주가 되어 구마모토성으로 이봉되었을 때, 구마모토 남쪽의 야쓰시로 성(八代城) 북쪽 성곽에 은거했다. 여담으로 조선에서 일본으로 끌려간 도공(陶工) 존해(尊楷)는 이때 다다오키를 따라서 야쓰시로군(八代郡, 현 야쓰시로시八代市) 고다(高田)로 향했고, 그의 장남 주베에(忠兵衛)에 의해서 고다 야키(高田焼)가 창시되었다.
다다오키는 넷째 아들인 다쓰타카(立孝)를 야쓰시로 성에 살게 하면서 9만 5천석을 물려주어 번주로 세울 생각이었으나, 쇼호(正保) 2년(1645년) 윤 5월에 다쓰타카는 젊은 나이에 죽고, 다다오키도 그해 12월 12일에 죽었다. 향년 83세.
야쓰시로 성에는 다다오키의 손자이며 다쓰타카의 아들인 유키타카(行孝, 우토 호소카와 가문 초대 당주)가 남아 있었지만, 번주인 미쓰나오(다다토시의 아들)는 유키타카에게 우토 군과 마시키 군내에서 3만석을 떼어 지번(支藩)을 만들어 우토번(宇土藩)을 세우고, 야쓰시로에는 가로(家老)인 마쓰이 오키나가(松井 興長)를 보내 다스리게 하였다.

## 인물
다다오키는 전투에 매우 능숙했고 정치가로서도 우수했다. 센고쿠 무장 중에서는 손꼽힐 정도로 냉철함과 격렬한 성품을 함께 가지고 있었다. 아시카가 씨(足利氏), 오다 씨(織田氏), 도요토미 씨(豊臣氏), 도쿠가와 씨(徳川氏) 등 많은 주군을 섬기면서도 호소카와 씨를 살아남게 한 정치수완과는 달리, 자신의 마음에 들지 않으면 설사 가족이라도 용서를 하지 않는 측면도 있어서, 세키가하라 전투 중에 부친 유사이가 다나베 성을 적에게 넘긴(다나베 성의 싸움을 참조) 일로 부자지간에 일시 불화가 생겼다. 또한 남동생인 호소카와 오키모토(細川興元)와도 사이가 좋지 않았다.
다다오키는 정보전에도 뛰어났다. 그런 정보전을 가능하게 한 배경에는 다다오키가 당대 일류 문화인의 한 명으로 수많은 문화인, 공경(公卿)들과의 교류를 활발하게 가졌다는 데 있다. 은거 후에도 도이 도시카쓰(土井利勝)나 먼 친척 관계에 있던 가스가노 쓰보네(春日局) 등을 통해 많은 정보를 얻었다고 여겨진다. 참고로 다다오키가 평생 쓴 편지의 수는 세키가하라 전투 이후에만 약 2,000통이 확인되고 있다.

### 문화인으로서
부친 유사이 만큼이나 교양인으로, 와카나 노가쿠, 회화 등에 뛰어난 문화인이었다. '호소카와 산사이 다서(細川三斎茶書)'라는 저서를 저술하였다. 센노 리큐에게 사사받았고, 리큐가 가장 맘에 들어한 ‘리큐의 일곱 제자’ 중 한 사람이다. 센노 리큐가 히데요시에게 할복하라는 명을 받았을 때, 리큐와 친분이 있던 여러 다이묘 중에서 문안을 간 사람은 그와 후루타 시게테루(古田重然)뿐이었다고 한다.
또, 일본도(日本刀)의 저명한 제조 방법인 '히고고시라에(肥後拵) 고안자로서도 그 이름을 남기고 있다.

### 부부 사이
정실인 다마코(세례명은 가라샤)를 향한 애정이 굉장히 깊어 그녀의 아버지인 미쓰히데가 혼노지의 변을 일으켰을 때에도 이혼하지 않고 유폐시켜, 화가 미치는 것을 피했다. 두 사람은 당대 제일의 미남미녀 부부로 일컬어졌지만 히데요시의 기독교 금지령 발표 직후 다마코가 기독교도가 되자 격노한 다다오키는 다마코의 시녀의 코를 베며 협박하여 다마코에게 개종을 강요했다고 한다. 또, 그녀의 아름다움에 반한 정원사를 손수 베어 죽였다는 이야기가 있다. 한편 조선 출병 중에도 다마코에게 여러 통의 편지를 썼다. 그 내용은 히데요시의 유혹에 넘어가지 말라는 것이었다고 한다. 아내에 대한 애정이 각별해서 아내가 이시다 미쓰나리에 의해 사망하자 머리끝까지 분노하여 세키가하라 전투가 발발하자 오직 이시다 미쓰나리를 살해하기 위해 동군에 가담했으며 특히 세키가하라 전투에서 승리를 한 이후에 이시다 미쓰나리만은 무조건 죽여야만 한다고 도쿠가와 이에야스에게 진언하여 결국 이시다 미쓰나리는 참수형에 처해졌다.

## 같이 보기
- 호소카와 모리히로 (제18대 히고 호소카와 가문 당주)

| 전임 호소카와 데루쓰네 | 제2대 히고 호소카와 가문 당주 1582년 ~ 1620년 | 후임 호소카와 다다토시 |

|  | 나카쓰번 번주 (히고 호소카와가) 1600년 ~ 1602년 | 후임 나가쓰 조다이로서 존속 |

|  | 제1대 고쿠라번 번주 (히고 호소카와가) 1602년 ~ 1620년 | 후임 호소카와 다다토시 |

|  | 제1대 나카쓰 조다이 (히고 호소카와가) 1602년 ~ 1620년 | 후임 호소카와 다다토시 |